# Mumias Sugar FC
Mumias Sugar FC – kenijski klub piłkarski z siedzibą w Mumias.

## Historia
Mumias Sugar FC został założony w 1977 roku w Mumias. Najpierw występował w rozgrywkach lokalnych. Dopiero w sezonie 1986 zespół debiutował w Kenijskiej National Football League i zakończył rozgrywki na 13 miejscu (z 20 drużyn). Od 1997 rozpoczął się najlepszy okres gry. W 1997 był trzecim, w 1998 - drugim, a w 1999 zdobył tytuł mistrza. Jednak 2 grudnia 1999 ogłoszono, że Kenijski Związek Piłki Nożnej uznał mecz 28 listopada pomiędzy zespołami z Mumiasu a Kisumu All Stars, który zakończył się wynikiem 10:0 za ustawiony. Mumias Sugar FC aby zostać mistrzem potrzebował wygrać swój ostatni mecz z różnicą bramek +7. Obie drużyny zostały zawieszone na okres jednego roku, a tytuł mistrzowski został przyznany dla Tusker Nairobi. Zdyskwalifikowane kluby będą musiały rozpocząć sezon 2000 w 2. lidze, jednak system rozgrywek został zmieniony, kluby najpierw walczyły w dwóch grupach i były dopuszczone do pierwszoligowych rozgrywek.
W 2000 i 2001 uplasował się na końcowym 3 miejscu. Sezon 2002/03 zespół zakończył ponownie na 3 miejscu.
W sezonie 2003/04 ze względu na konflikt pomiędzy Kenijskim Związkiem Piłki Nożnej (KFF) a Ministerstwem sportu Kenii tymczasowo został rozwiązany Związek i zastąpiony przez STC (Stake-holders Transition Committee). Większość czołowych klubów startowały w mistrzostwach ICCG (później KPFG). 12 klubów, w tym Mumias Sugar FC, utworzyli Kenya National Football League (KNFL). Dwie ligi zakończyły rozgrywki sezonu 2003/04 do 30 czerwca 2004, a potem postanowiły zjednoczyć się w jedną ligę, która miała rozpocząć sezon od 1 września 2004 roku. W sezonie 2004/05 po raz piąty zdobył 3 miejsce.
29 czerwca 2007 roku ogłoszono, że ze względów finansowych klub został rozwiązany, a wszystkie ich wyniki w sezonie 2006/07 zostały anulowane.

## Sukcesy

### Trofea międzynarodowe
- Puchar CAF
  - I runda: 1999

- Afrykański Puchar Zdobywców Pucharów
  - I runda: 1997

### Trofea krajowe
| \| \| Zdobyte trofea w rozgrywkach Kenii (stan na: 31-05-2014) \| |                                                          |      |                                    |
| Rozgrywki                                                         | Osiągnięcie                                              | Razy | Sezon(y)                           |
| Mistrzostwo                                                       | I miejsce                                                | 0    |                                    |
| Mistrzostwo                                                       | II miejsce                                               | 1    | 1998                               |
| Mistrzostwo                                                       | III miejsce                                              | 5    | 1997, 2000, 2001, 2002/03, 2004/05 |
| Puchar                                                            | zdobywca                                                 | 2    | 1996, 1999                         |
| Puchar                                                            | finalista                                                | 1    | 2002                               |
| II liga                                                           | I miejsce                                                | 0    |                                    |
| II liga                                                           | II miejsce                                               | 0    |                                    |
| II liga                                                           | III miejsce                                              | 0    |                                    |
| Kenia                                                             | Zdobyte trofea w rozgrywkach Kenii (stan na: 31-05-2014) |      |                                    |

## Stadion
Klub rozgrywał swoje mecze domowe na stadionie Mumias Sports Complex w Mumias, który może pomieścić 10,000 widzów.